# Ise, Japan
Ise (japanska: 伊勢市?, Ise-shi), före 1955 Ujiyamada, är en stad i Mie prefektur på ön Honshu i Japan med 127 800 invånare (2015). Staden är mest känd för att hysa Japans viktigaste shintohelgedom, Ise Jingū, tillägnad gudinnan Amaterasu, där de kejserliga regalierna och Amaterasus legendariska spegel bevaras, en plats som besöks av tio miljoner pilgrimer årligen.